# Antoni Pilecki

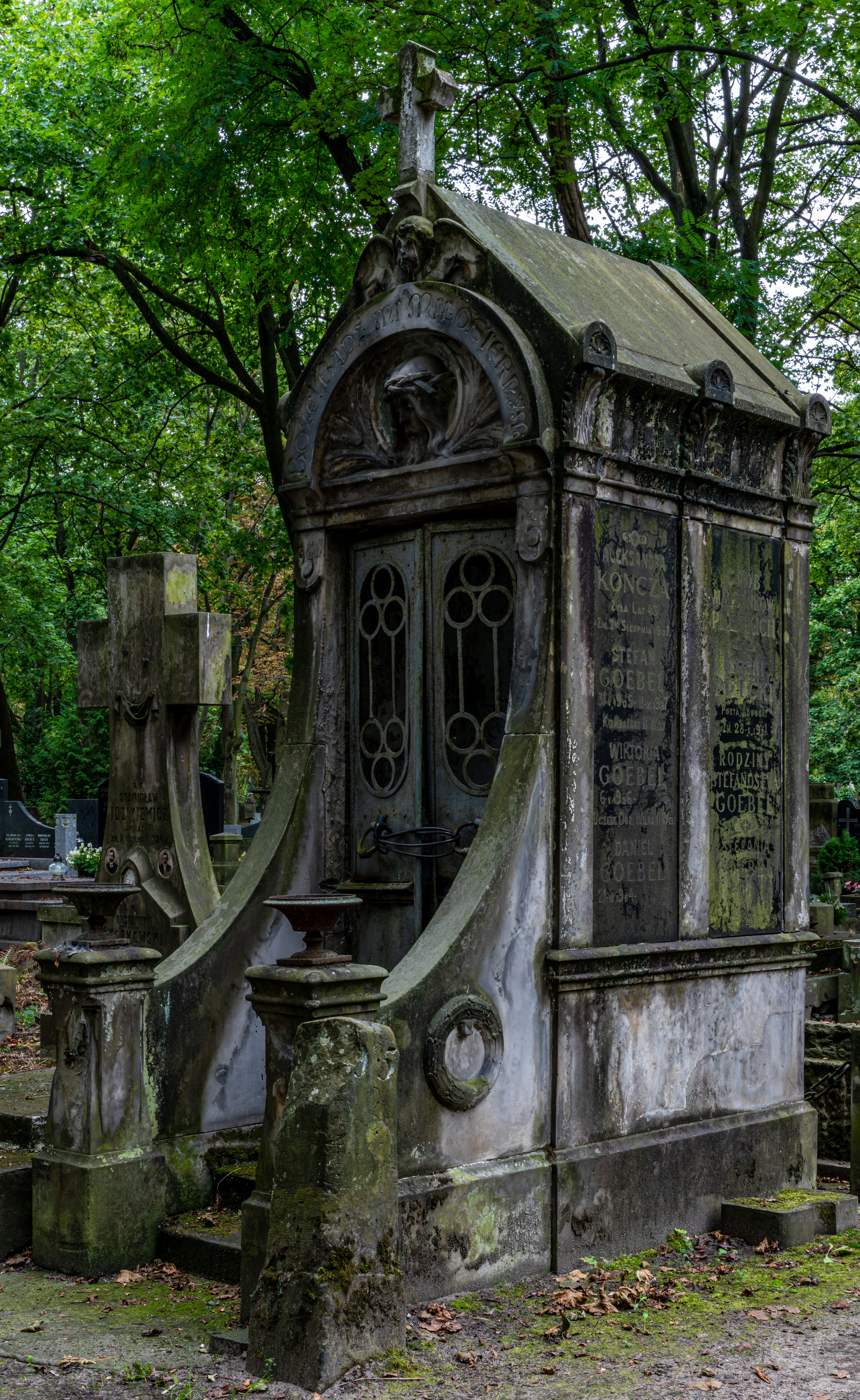
Grób Antoniego Pileckiego na Cmentarzu Powązkowskim

Antoni Pilecki (ur. 8 lipca 1853 w Dobrzyniu nad Drwęcą, zm. 28 października 1921 w Warszawie) – polski poeta i krytyk literacki.

## Życiorys
Od 1873 był stałym współpracownikiem Przeglądu Tygodniowego (publikował wiersze, artykuły literackie, społeczne i recenzje). W 1875 redagował pismo Opiekun Domowy. Współpracował także z innymi czasopismami warszawskimi. Prowadził liczne prelekcje i odczyty, które były następnie wydawane w formie książkowej. Opublikował także zbiór nowel. Lansował hasła utylitaryzmu poezji, która miała być w jego wyobrażeniu służebna wobec zadań społecznych - miała się stać dzielną dźwignią społecznego rozwoju. Od 1881 pracował jako adwokat w Warszawie.
Pochowany jest na cmentarzu Powązkowskim w Warszawie (kwatera 95-1-1).